# Walter Reber
Walter Reber (* 25. März 1891 in Hohenstein oder in Ernstthal; † 26. Juni 1944 in der Untersuchungshaftanstalt Hamburg am Holstenglacis) war Widerstandskämpfer gegen den Nationalsozialismus.

## Leben
Reber wurde als Sohn des Schuhmachermeisters Karl Reber und seiner Frau Caroline, geb. Lohse, geboren. Nach Abschluss der Volksschule erlernte er das Kupferschmiedehandwerk. Er ging auf Wanderschaft und arbeitete für Firmen in Deutschland, Österreich, Dänemark und Norwegen.
1913 kam Reber nach Hamburg und fand Arbeit bei Blohm & Voss. Von 1914 bis 1917 war er Soldat an der Ost- und der Westfront im Ersten Weltkrieg. Nach seiner Entlassung ging er zunächst nach Bitterfeld und kehrte dann nach Hamburg zurück. 1918 heiratete er Luise Bartels, mit der er einen Sohn bekam.
1922 schloss Reber sich der KPD und später der Roten Hilfe an und organisierte sich gewerkschaftlich im Kupferschmiedverband. 1932 wurde er erwerbslos und trug einige Zeit die Hamburger Volkszeitung aus.
Nach der Machtübernahme der Nazis beteiligte sich Reber an antifaschistischen Aktionen. Im Mai 1933 wurde er festgenommen und neun Wochen als Schutzhäftling im KZ Fuhlsbüttel eingesperrt.
1934 erhielt er wieder Arbeit bei Blohm & Voss. Während des Krieges von seinem Kollegen Hans Hornberger geworben, baute er mit Kurt Vorpahl und Ernst Heisel eine neue illegale Betriebszelle auf, die sich der Bästlein-Jacob-Abshagen-Gruppe anschloss. Reber nahm an konspirativen Beratungen teil, unterstützte polnische und sowjetische Kriegsgefangene und sammelte Lebensmittelkarten, die er Hans Hornberger übergab.
Am 19. Oktober 1942 wurde Reber festgenommen. In der Gestapo-Haft in Fuhlsbüttel wurde er schwer misshandelt. Im März 1943 wurde er in gerichtliche Untersuchungshaft überführt.
Nach der Bombardierung Hamburgs erhielt Reber wie viele andere für zwei Monate Hafturlaub und übernahm von der Firma Rudolph Otto Meyer einen Auftrag für Montagearbeiten in Lübeck.
Das Gesuch an den Oberreichsanwalt, seine zum Monatsende auslaufende Haftentlassung bis zum Verhandlungsbeginn zu verlängern, wurde von der Gestapo nur einen Tag später am 5. September 1943 mit der erneuten Verhaftung in Lübeck beantwortet.

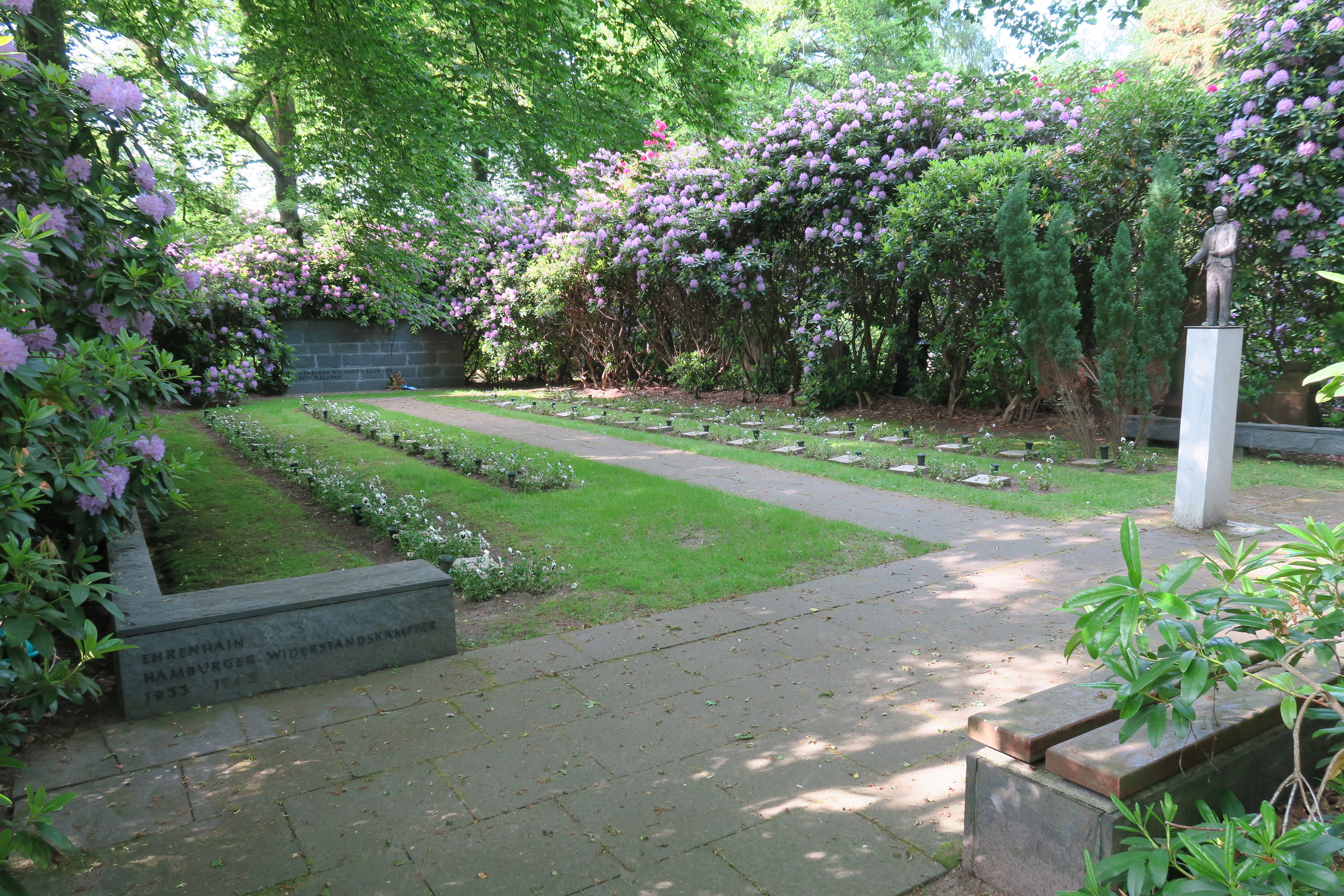
Ehrenhain Hamburgischer Widerstandskämpfer auf dem Friedhof Ohlsdorf

Er wurde wegen „Vorbereitung zum Hochverrat“ und „Feindbegünstigung“ angeklagt und vom Volksgerichtshof unter Vorsitz von Günther Löhmann am 4. Mai 1944 zusammen mit Erich Heins und Kurt Vorpahl zum Tode verurteilt. Am 26. Juni 1944 wurde Reber in der Untersuchungshaftanstalt am Holstenglacis enthauptet.

## Gedenken
An Walter Reber wird mit einem Grab im Ehrenhain Hamburgischer Widerstandskämpfer des Friedhofes Ohlsdorf erinnert. Seine Urne wurde am 14. September 1947 dort beigesetzt (Kissenstein dritte Reihe von links, sechster Stein).
Vor dem Untersuchungsgefängnis wurde 2024 ein Stolperstein für Walter Reber verlegt.